# 瓦尔斯温泉浴场
瓦尔斯温泉浴场（德語：Therme Vals），也称瓦尔斯温泉建筑，建于1994年至1996年，是位于瑞士东南部格劳宾登州小镇瓦尔斯的温泉酒店，是2009年普利兹克奖得主、瑞士建筑师彼得·卒姆托的代表作。该建筑在建成2年后，即被列为保护建筑。

## 背景

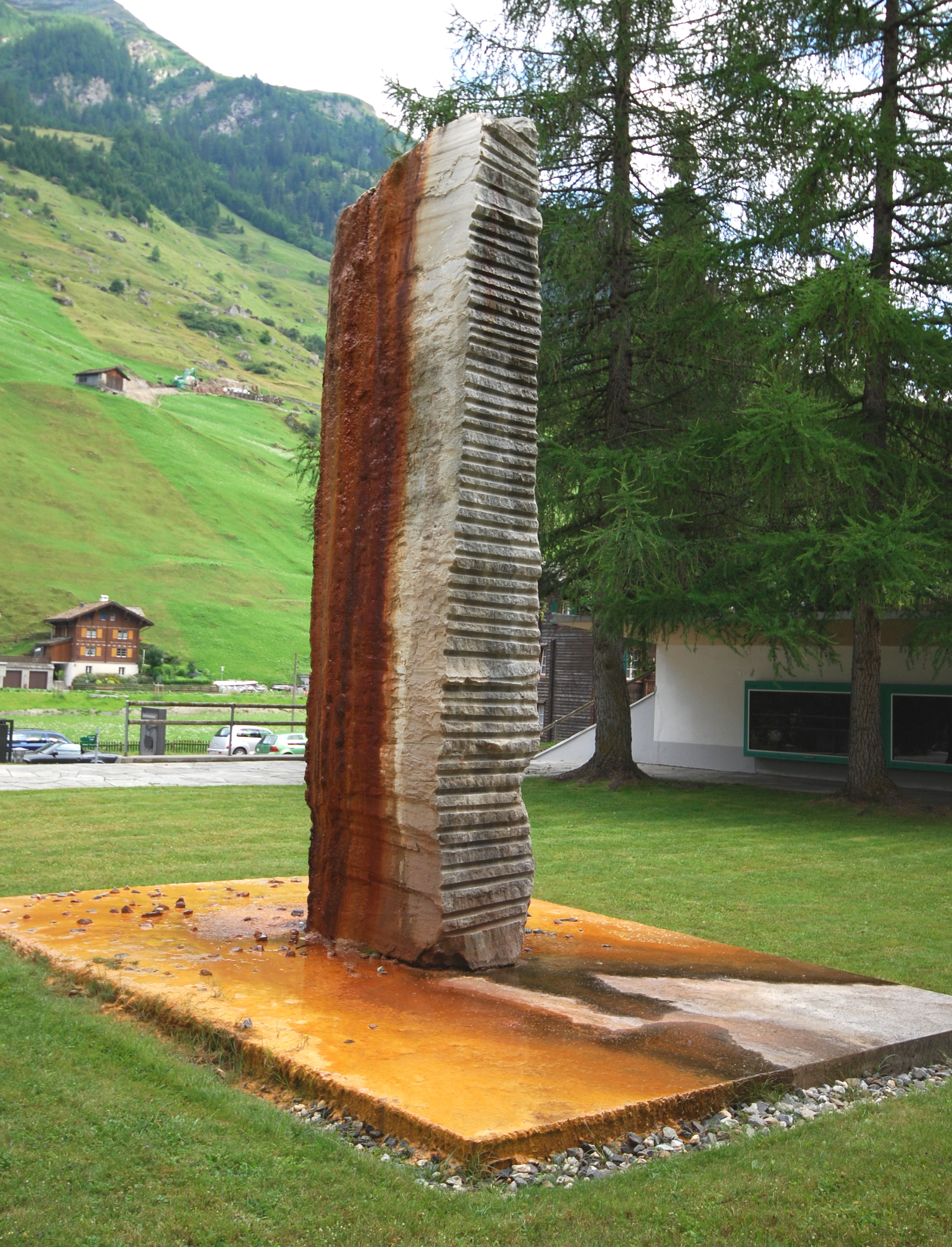
片麻岩的样品

瓦尔斯小镇当地原本有旧的浴场，直到1980年代中期，瓦尔斯小镇的当地人决定利用当地的温泉资源发展旅游产业，吸引外来游客前来休憩观光，决定对旧温泉浴场进行改造。彼得·卒姆托于1986年通过竞赛赢得这个项目的设计权。然而，温泉洗浴开发委员会的负责人曾一度野心膨胀、提出具有铺张的需求，将温泉浴场改造项目的总造价推至4400万瑞士法郎，卒姆托的设计因而一改再改也未付出实践。直到温泉洗浴开发委员会更换了新的负责人，卒姆托才真正开始了构思和设计。

## 设计

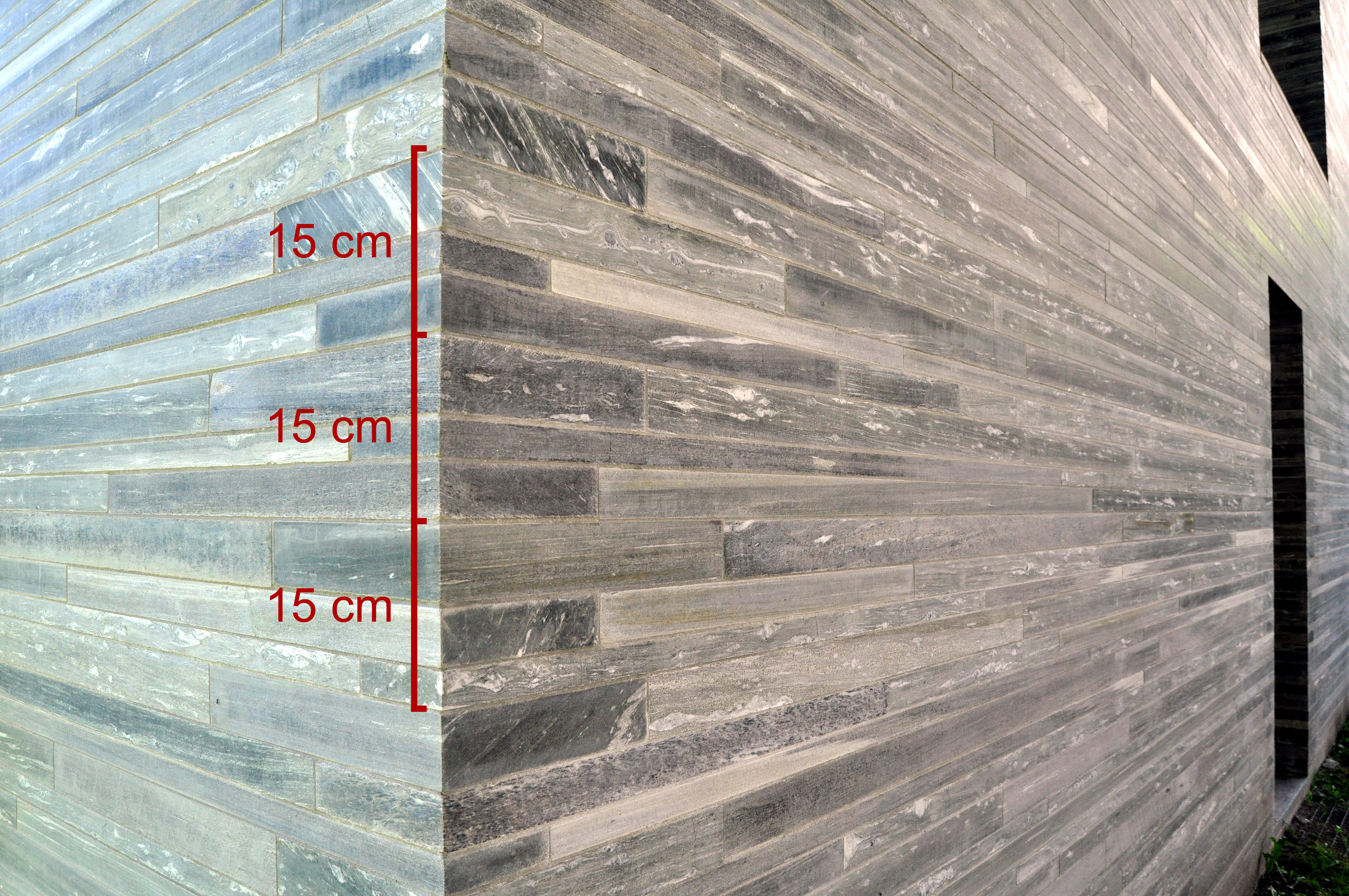
片麻岩石材细节

彼得·卒姆托关于浴场改造的三点基本原则，即：尽量小规模建设、由社区进行投资、不刻意追求建筑的纪念性和标志性。旧浴场和片麻岩采石场原址均位于此，且瓦尔斯小镇当地生产片麻岩，而片麻岩在当地是使用十分普遍的一种建筑和装饰材料，当地的民居多采用片麻岩。而彼得·卒姆托也对片麻岩十分钟情，在早期的草图中就表现出了片麻岩的肌理。
他对片麻岩进行了特殊的处理，将片麻岩经过切割打磨拼接排列，将石头内部的质感呈现出来。使得建筑给人的印象首先是石头与水相容，同时表达出石头和水即相亲和相斥的双重关系。

## 图集
- 露天温泉池
- 温泉浴场酒店
- 温泉池内景温泉池内景
- 温泉浴场细节